# Інгріда Армонайте
Інгріда-Она Армонайте (лит. Ingrida Ona Armonaitė; 24 лютого 1962, Вільнюс — 1 січня 2025 там же) — радянська і литовська скрипалька, педагог.

## Біографія
Народилась в родині музикантів: батько — флейтист Аугустінас Армонас (1922—2017), мати — музичний педагог по класу скрипки Емілія Пілотайте-Армонене, брат — віолончеліст Рімантас Армонас (нар. 1952). Інгріда закінчила Національну школу мистецтв імені М. К. Чюрльоніса (1980), Московську державну консерваторію ім. П. І. Чайковського (1985) по класу Ігоря Безродного. До 1987 року удосконалювала свою майстерність в аспірантурі Московської консерваторії у Валерія Климова.

## Творча діяльність та нагороди
У 1972 і 1976 роках Інгріда удостоєна першої премії на юнацькому Міжнародному конкурсі скрипалів імені Ярослава Коціана у Чехії, в 1979 році — першої премії на Республіканському конкурсі музичних виконавців, у 1985 році виграла Конкурс скрипалів імені Вацлава Гумла у Загребі. Гастролювала багатьма країнами Європи, зокрема, побувала в Австрії, Німеччині, Швеції, Швейцарії, Італії, Болгарії, Угорщині, Чехії, Словаччині, Югославії, Польщі, Румунії, Естонії, Латвії, країнах СНД.
Інгріда є незмінною учасницею музичних фестивалів, які проводяться в Литві та за кордоном. Виступала з філармонічними симфонічними оркестрами Бухареста, Тімішоари (Румунія), Праги (Чехія), Кошиці (Словаччина), Загребським камерним і симфонічним оркестрами Загребського телебачення, з камерними оркестрами Харкова (Україна), Риги (Латвія), Клайпеди (Литва), Литовським камерним оркестром, симфонічним оркестром Малої Литви та Литовським національним симфонічним оркестром. Широкий репертуар скрипальки включає в себе концерти, сонати та твори інших музичних жанрів різних епох — від бароко до сучасності. Інгріда часто виступає у складі «Тріо Армонасів» («Armonų trio»).
В 1985—1993 роках її постійною партнеркою на сцені була піаністка Лариса Лобкова, пізніше вона виступала з піаністами Аушрою Банайтіте, Індре Байкштіте, Леонідом Дорфманом. Скрипалька також входить до складу міжнародного камерного ансамблю «Trio advance». Інгріда Армонайте здійснила низку аудіозаписів у різних країнах, переважно музичних творів сучасних литовських композиторів (Едуардас Бальсис, Онуте Нарбутайте, Юргіс Юозапайтіс та ін.) як солістка та ансамблістка. У 2011 році стала лауреаткою «Золотого диска» Союзу музикантів Литви.

## Викладацька діяльність
Починаючи з 1988 року, Інгріда Армонайте працює викладачем у Національній школі мистецтв імені М. К. Чюрльоніса (Вільнюс) та на кафедрі струнних інструментів Литовської академії музики та театру, з 1999 року — доцент цієї кафедри, а з 2010-го — професор.